# Liste der Stolpersteine in Roztoky u Prahy

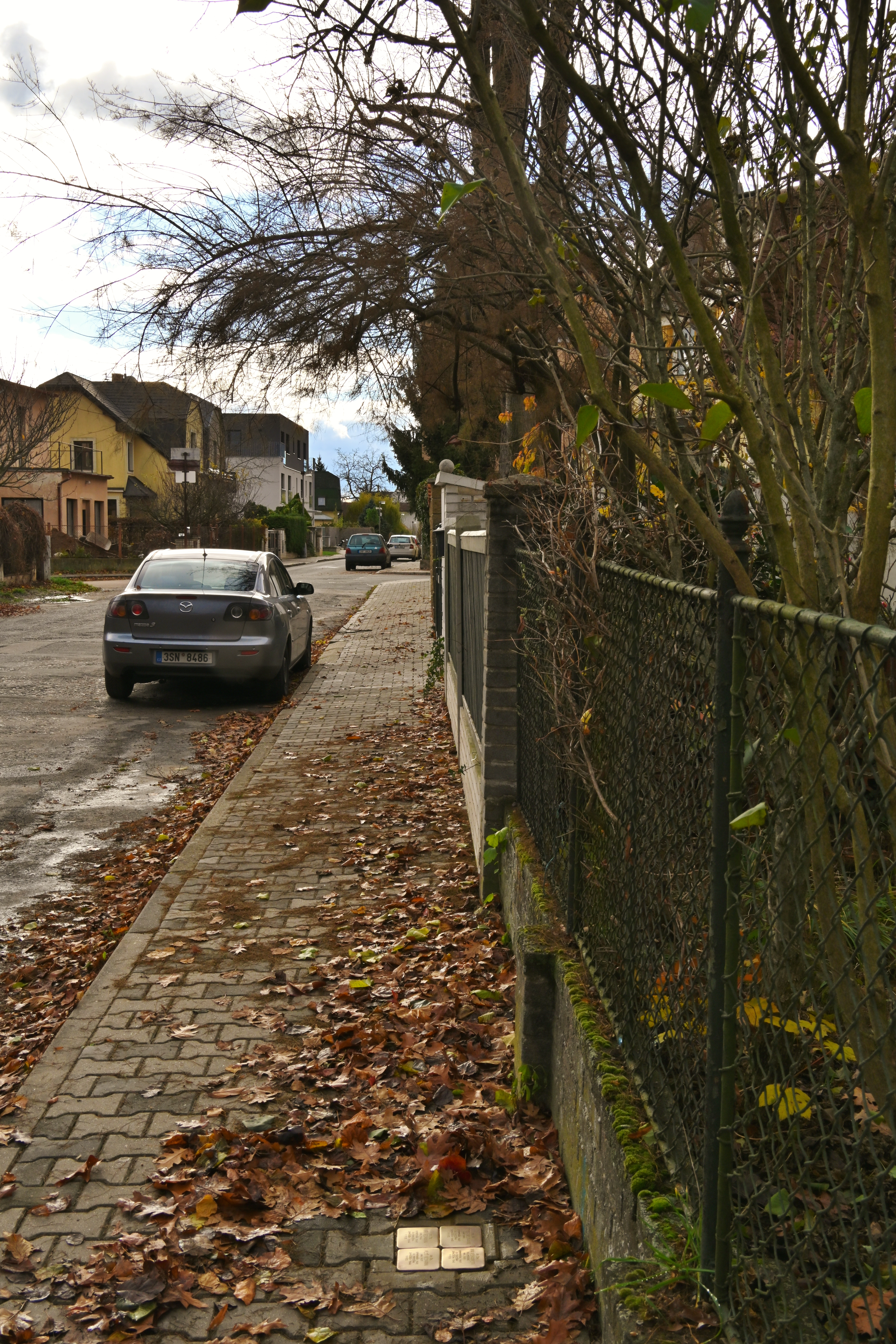
Stolpersteine für Familie Neumann

Die Liste der Stolpersteine in Roztoky u Prahy enthält die Stolpersteine in Roztoky u Prahy, die an das Schicksal der Menschen erinnern, welche von den Nationalsozialisten in Tschechien ermordet, deportiert, vertrieben oder in den Suizid getrieben wurden. Die Stolpersteine wurden von Gunter Demnig verlegt.
Im Regelfall werden Stolpersteine vor dem letzten selbstgewählten Wohnort verlegt. Das tschechische Stolpersteinprojekt Stolpersteine.cz wurde 2008 durch die Česká unie židovské mládeže (Tschechische Union jüdischer Jugend) ins Leben gerufen. Die Stolpersteine werden auf tschechisch Kameny zmizelých genannt, Steine der Verschwundenen.

## Verlegte Stolpersteine
In Roztoky u Prahy wurden bisher sechzehn Stolpersteine an fünf Adressen verlegt.
| Stolperstein | Übersetzung | Verlegeort      | Name, Leben                                            |
| ------------ | --- | --------------- | ------------------------------------------------------ |
|              | HIER LEBTE HANA DUBINSKÁ GEB. 1923 DEPORTIERT 1942 NACH THERESIENSTADT ERMORDET 1942 IN SOBIBOR                                | Jungmannova 345 | Hana Dubinská (1923–1942)                              |
|              | HIER LEBTE RŮŠENA DUBINSKÁ GEB. JEITELESOVÁ GEB. 1896 DEPORTIERT 1942 NACH THERESIENSTADT ERMORDET 1942 IN SOBIBOR             | Jungmannova 345 | Růžena Dubinská, geborene Jeitelesová (1896–1942)      |
|              | HIER LEBTE BORIS DUBINSKÝ GEB. 1892 DEPORTIERT 1942 NACH THERESIENSTADT ERMORDET 1942 IN SOBIBOR                               | Jungmannova 345 | Boris Dubinský (1892–1942)                             |
|              | HIER LEBTE KAREL DUBINSKÝ GEB. 1929 DEPORTIERT 1942 NACH THERESIENSTADT ERMORDET 1942 IN SOBIBOR                               | Jungmannova 345 | Karel Dubinský (1929–1942)                             |
|              | HIER LEBTE FRANTIŠEK JEITELES GEB. 1932 DEPORTIERT 1942 NACH THERESIENSTADT ERMORDET 1942 IN MALY TROSTINEC                    | Jungmannova 68  | František Jeiteles (1932–1942)                         |
|              | HIER LEBTE JOSEF JEITELES GEB. 1881 DEPORTIERT 1942 NACH THERESIENSTADT ERMORDET 1942 IN MALY TROSTINEC                        | Jungmannova 68  | Josef Jeiteles (1881–1942)                             |
|              | HIER LEBTE ZDENĚK JEITELES GEB. 1934 DEPORTIERT 1942 NACH THERESIENSTADT ERMORDET 1942 IN MALY TROSTINEC                       | Jungmannova 68  | Zdeněk Jeiteles (1934–1942)                            |
|              | HIER LEBTE BOŽENA JEITELESOVÁ GEB. NEUSTADLEROVÁ GEB. 1898 DEPORTIERT 1941 NACH THERESIENSTADT ERMORDET 1942 IN MALY TROSTINEC | Jungmannova 68  | Bożena Jeitelesová, geborene Neustadlerová (1898–1942) |
|              | HIER LEBTE JIŘÍ NEUMANN GEB. 1924 DEPORTIERT 1941 NACH THERESIENSTADT ERMORDET 1942 IN RIGA                                    | Jungmannova 214 | Jiří Neumann (1924–1942)                               |
|              | HIER LEBTE MILOŠ NEUMANN GEB. 1927 DEPORTIERT 1941 NACH THERESIENSTADT ERMORDET 1942 IN RIGA                                   | Jungmannova 214 | Miloš Neumann (1927–1942)                              |
|              | HIER LEBTE RUDOLF NEUMANN GEB. 1889 DEPORTIERT 1941 NACH THERESIENSTADT ERMORDET 1942 IN RIGA                                  | Jungmannova 214 | Rudolf Neumann (1889–1942)                             |
|              | HIER LEBTE ANNA NEUMANNOVÁ GEB. PICKOVÁ GEB. 1903 DEPORTIERT 1941 NACH THERESIENSTADT ERMORDET 1942 IN RIGA                    | Jungmannova 214 | Anna Neumannová, geborene Picková (1903–1942)          |
|              | HIER LEBTE JAN PRCHÁZKA GEB. 1918 GEFALLEN 1945 IM MAI-AUSTAND                                                                 | Jungmannova 217 | Jan Procházka (1918–1945)                              |
|              | HIER LEBTE PAVEL REISER GEB. 1893 DEPORTIERT 1942 NACH THERESIENSTADT ERMORDET 1944 IN AUSCHWITZ                               | Jungmannova 218 | Pavel Reiser (1893–1944)                               |
|              | HIER LEBTE JANA REISEROVÁ GEB. ELBOGENOVÁ GEB. 1895 DEPORTIERT 1942 NACH THERESIENSTADT ERMORDET 1944 IN AUSCHWITZ             | Jungmannova 218 | Jana Reiserová, geborene Elbogenová (1895–1944)        |
|              | HIER LEBTE LADISLAV SPĚŠNÝ GEB. 1913 GEFALLEN 1945 IM MAI-AUSTAND                                                              | Jungmannova 185 | Ladislav Spěšný (1913–1945)                            |

## Verlegedatum
- 16. August 2018